# Savonnières
Savonnières – miejscowość i gmina we Francji, w Regionie Centralnym, w departamencie Indre i Loara.
Według danych na rok 1990 gminę zamieszkiwało 2030 osób, a gęstość zaludnienia wynosiła 123 osoby/km² (wśród 1842 gmin Regionu Centralnego Savonnières plasuje się na 188. miejscu pod względem liczby ludności, natomiast pod względem powierzchni na miejscu 811.).